# Райнек, Аристидис
Аристидис Райнек (греч.  Αριστείδης Ράινεκ; 1834, Нафплион — 1913, Афины) — контр-адмирал флота Греческого королевства. Отмечен в греческой историографии (негативно) в событиях 1897 года на Крите.

## Семья — молодость
Аристидис Райнек родился в 1834 году в городе Нафплион. Его отец, немецкий филэллин барон Фридрих Эдуард фон Райнек, был участником Освободительной войны Греции (1821—1829), в Греческом королевстве дослужился до звания генерал-майора.
Мать, Ефросинья Маврокордату, была сестрой видного греческого политика и министра Александра Маврокордатоса. Аристидис Райнек был вторым ребёнком (из пяти) в семье барона Райнека и Ефросиньи Маврокордату. Его старшая сестра, Вильмина, была фрейлиной греческой королевы Амалии, в то время как его брат Адольф стал придворным (распорядителем дворца) при короле короле Георге.
Сам Аристидис Райнек последовал карьере военно-морского офицера, учился в Германии и Франции. Его жизнь и карьера до 1897 года не отмечается в греческой историографии, за исключением его дружбы капитаном Леонидом Паласкасом, чей рукописный архив он сохранил и передал впоследствии морскому министерству.

## События 1897 года

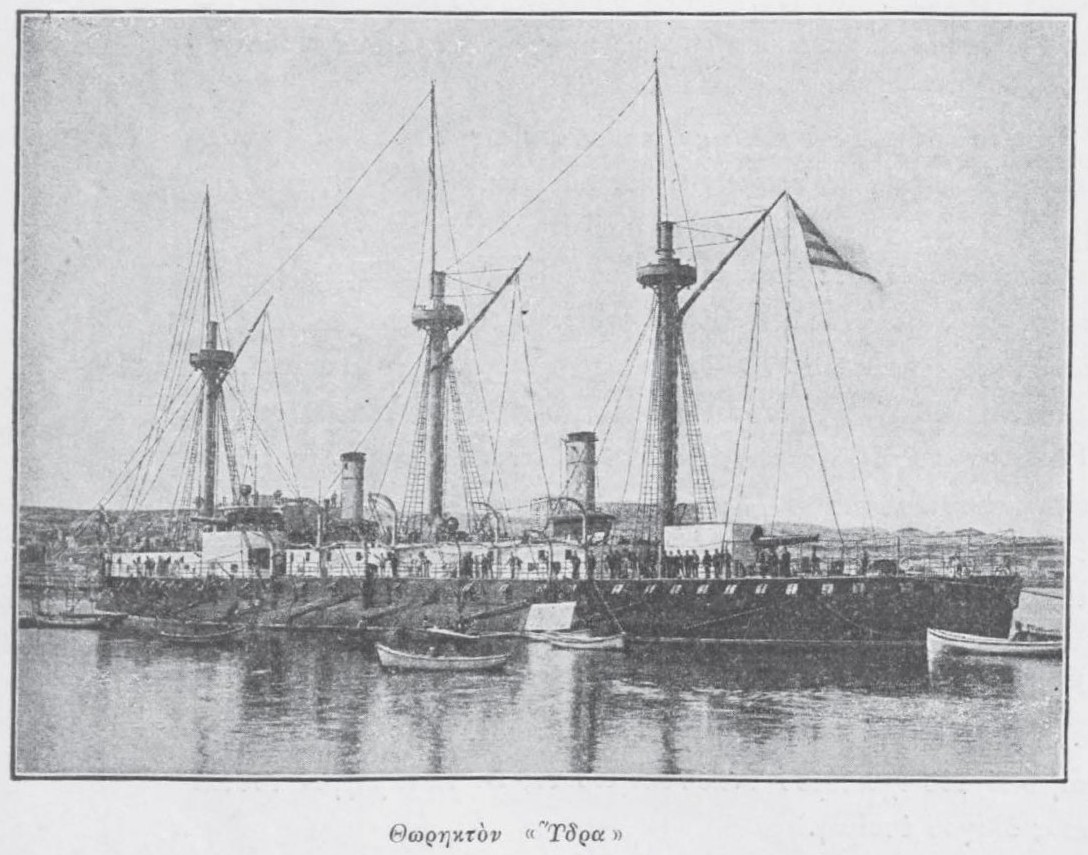
Броненосец «Идра».

В конце 1896 года в очередной раз восстал Крит, всё ещё находившийся под османским контролем. В очередной раз православное греческое население острова подверглось резне. Не имевшее конкретных планов правительство премьера Т. Дилиянниса, под народным давлением было вынуждено предпринять кое-какие шаги.
В конце января к Криту была послана эскадра под командованием А. Райнека в составе флагманского броненосца «Идра», лёгкого крейсера «Адмирал Миаулис», войскового транспорта «Микали», паровых канонерок «Алфиос» и «Пиниос» и других более маленьких кораблей, для защиты гонимого турками православного греческого населения острова.
Этот шаг привёл к тому, что повстанцы водрузили греческий флаг в пригороде Ханьи, Халепе, и провозгласили воссоединение с Грецией 25 января 1897 года.
Провозглашение «энозиса» вызвало протест посольств «Держав». Позиция европейских монархий была выражена в частности послом Российской империи в Париже: «Крит ни в коем случае не может соединиться с Грецией в сегодняшних обстоятельствах» и была повторена слово в слово в ультиматуме европейских держав греческому правительству 2 марта 1897 года: «Крит ни в коем случае не может соединиться с Грецией в сегодняшних обстоятельствах».
Заверения греческого премьера о мирной роли греческих кораблей были соблюдены. Только капитан К. Зотос, командир лёгкого крейсера «Адмирал Миаулис», решился остановить двумя залпами турецкий войсковой транспорт, перебрасывавший башибузуков из Ираклиона в Сития. После этого он получил официальное предупреждение от капитана английского броненосца «Трафальгар», что тот «не желает повторения подобного, поскольку отношения между Грецией и Турцией не прерваны, и что иначе он будет вынужден предпринять неприятные действия». Зотос ответил, что исполняет приказы своего правительства, препятствуя перевозке «мясников», виновных в резне единоверных христиан.
29 января (10 февраля) 1897 годгреческое правительство послало на остров наскоро сколоченный экспедиционный корпус полковника Тимолеона Вассоса, с целью оказания помощи и защиты греческому населению Корпус насчитывал 1500 бойцов и 1 единственную артиллерийскую батарею. Корпус отбыл на Крит на торговых судах «Тетис» и «Пелопс».
На момент прибытия корпуса Вассоса на Крит (1 (13) февраля) остров был уже под покровительством «Великих держав», которые высадили здесь свои войска.
Вассос предпринял наступательные действия и обнародовал свою прокламацию «от имени Короля эллинов» к критянам, провозглашая, что Крит освобождён греческой армией.
При продвижении Вассоса к Ханье перед ним предстал итальянский офицер, как представитель 5 европейских адмиралов, и объявил ему, что город находится под защитой «Великих держав». Международная оккупация города практически прерывала вмешательство Греции на Крите, и «Критский вопрос был отброшен этой акцией в тупиковый лабиринт дипломатии». Вассосу было запрещено вести военные действия в радиусе 6 км вокруг города, а греческим кораблям было запрещено препятствовать высадке турецких войск. Несмотря на это 6 февраля корпус Вассоса и 8 тысяч критских повстанцев, взял крепость Вуколиа на дороге к Ханье, а 7 февраля корпус Вассоса сразился с 4 тысячами турок при Ливадиа и одержал «славную победу». Турки потеряли 500 человек убитыми и 107 пленными. Остальные разбежались, преследуемые до стен Ханьи, где и нашли защиту у европейских войск.
В то время как корпус Вассоса удерживал только горные районы, адмиралы европейских флотов объявили ему, что «если не будут прекращены военные действия против турок …они будут обстреливать греческий лагерь».
Вассос, следуя инструкциям правительства, ответил, что «он не будет атаковать турецкие крепости, находящиеся под защитой Держав».
Его ответ не удовлетворил адмиралов, которые усилили блокаду острова, высадили патрули, запрещая любую связь с греческим лагерем, и, «чтобы подвергнуть унижению греческую идею», потребовали, чтобы шлюпки греческих кораблей при выходе из Ханьи несли белый, а не греческий флаг. Капитан Райнек пошёл на уступки и в этот раз.

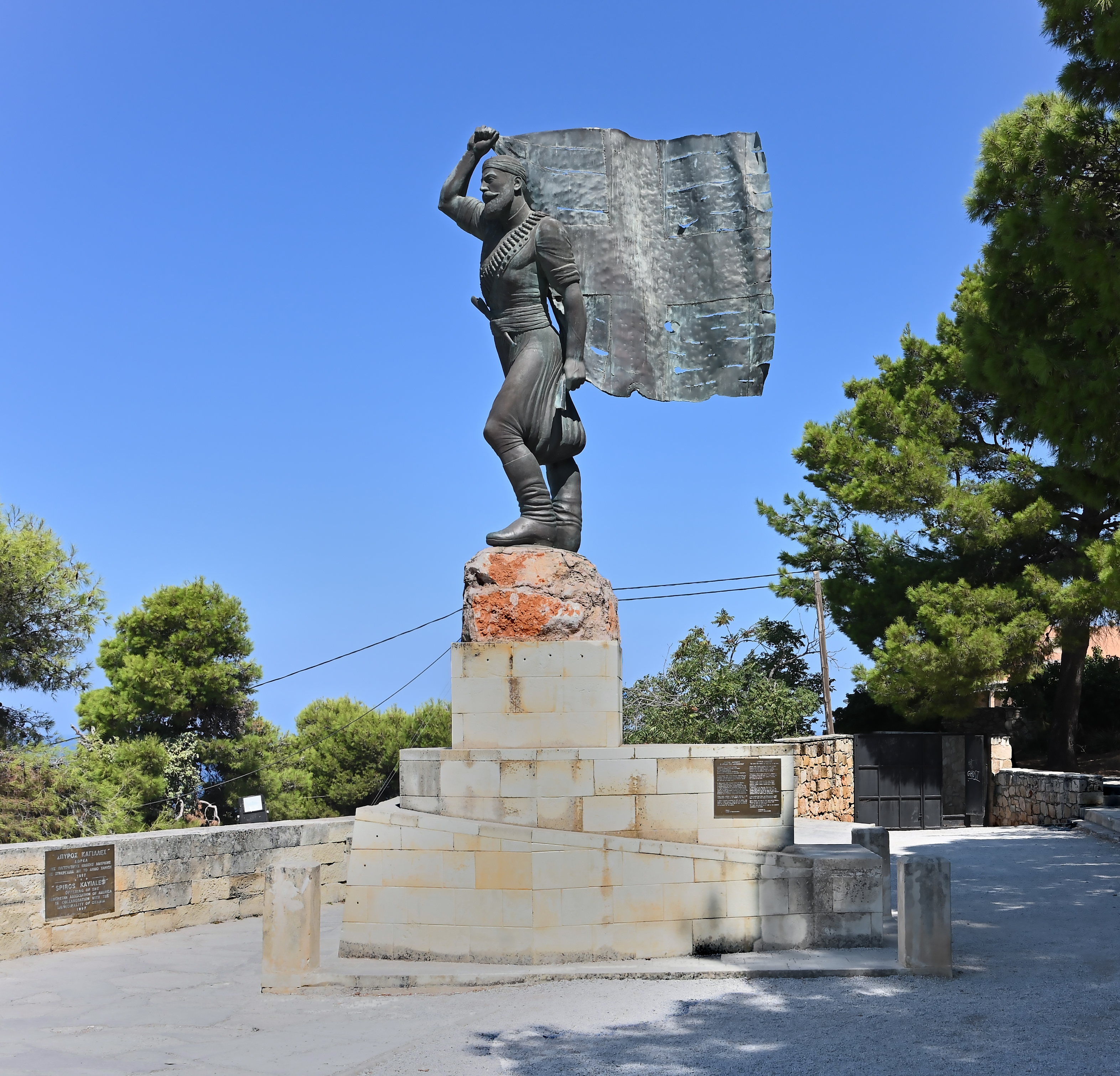
Памятник Спиросу Кайалесу на полуострове Акротири

9/12 февраля 800 повстанцев, не находившихся под прямым командованием Вассоса и разбивших лагерь на полуострове Акротири у Ханьи, подверглись обстрелу турецкой артиллерии и кораблей из бухты Суда. Повстанцы, среди которых был и будущий премьер-министр Греции Э. Венизелос, не имея артиллерии и неся потери, предприняли атаку. Опрокинув позиции турецкого авангарда, повстанцы преследовали турок до города, войдя немного в нейтральную зону. Немедленно начался обстрел повстанцев с европейских кораблей.
С европейских кораблей было выпущено более 100 снарядов. В обстреле приняли участие германский, российский, австрийский и 3 английских корабля. Французская и итальянская общественность с радостью отметила, что их корабли не принимали участие в обстреле повстанцев, что однако было связано с расположением кораблей.
Греческие корабли, следуя правительственным приказам, оставались в бездействии, находясь на якорной стоянке недалеко от кораблей «Держав».
При обстреле флагшток с греческим флагом на вершине «Святого Ильи» был завален. Командир повстанцев М. Калоризикос дал приказ вновь поднять флаг. Приказ исполнил боец С. Кайалес. Прицельным огнём флаг был снова завален, и Кайалес в очередной раз поднял его.
Критический момент настал, когда снаряд с российского броненосца «Александр II» с «дьявольской точностью» разбил флагшток в щепки. Тогда Кайалес поднял флаг и стал флагштоком, встав вызывающе перед продолжающими обстрел кораблями и перед биноклями адмиралов. Это вызвало восхищение у экипажей кораблей «Держав». Командующий европейской эскадры, итальянец Ф. Н. Каневаро приказал прекратить огонь. В рапортах своим правительствам адмиралы не скрывали свои симпатии к повстанцам.
Каневаро позже заявлял: «я также присоединился к возгласам восхищения к тем героям, которых, к сожалению, был обязан обстреливать».
Повстанцы написали адмиралам письмо: «революционеры приняли твёрдое решение сохранить свои позиции и принести себя в жертву снарядам европейских и турецкого флотов, нежели допустить мусульманским ордам войти снова на свободную критскую территорию, чтобы повторить в тысячный раз сцены резни и разрушений, которым подвергались на протяжении 3-х веков».
Обращаясь к народам Европы, напоминая, что «турки и бенгазийцы (ливийцы) малодушно скрываются под защитой европейских адмиралов», повстанцы писали: «критяне не просят никакой помощи, никакой защиты у Европы. Пусть только оставят нас свободными свести счета с турками, с бесчеловечными своими завоевателями».
Итальянская пресса, радуясь, что итальянские корабли не приняли участие в обстреле, выражали «отвращение к политике Германии и России, которые решили стать жандармами на Крите». Французские газеты писали, что «Франция потеряла своё достоинство на Крите». Но министр иностранных дел Франции Г. Аното заявлял что «если народ (греческий) имеет много симпатий в Европе, это не означает, что он имеет право нарушать всеобщий мир и свои международные обязательства». Немецкие газеты писали, что «Греция нарушила международное право» и что «гордых греческих солдат, продолжающих свою игру, державы должны рассматривать как пиратов». Австрийские газеты: «если их ослепление продолжается……то вчерашний обстрел является бесспорным доказательством согласия среди держав».
На фоне этих героических событий, Райнек бездействовал. Французский журналист Анри Тюро, освещавший события на месте, после встречи с Райнеком на борту «Идры» писал: «командующий эскадры Райнек, со слезами на глазах, описывал своё отчаяние, наблюдая за тем как английские немецкие и российские корабли обстреливали Акротири». Тюро пишет, что всё о чём говорил «господин Райнек» могло бы вызвать интерес и волнение, если бы перед этим его офицеры не высказали свою горечь по поводу его неспособности и слабого характера.
Офицеры заявляли, что «мы должны были ответить обстрелом турецкого лагеря». «Райнек обесчестил нас всех, подчиняясь приказам адмиралов».
Растерянность и бездействие командующего эскадры греческих кораблей Райнека, также как и безотказное исполнение им всех приказов адмиралов «Держав», стали причиной брожения на кораблях эскадры, народного возмущения в Греции и отзыва, по выражению историка Георгиоса Руссоса, «адмирала-царедворца» Райнека, во избежание политического взрыва.
Командующим эскадры был назначен адмирал К. Сахинис.
Тюро отмечает, что опасаясь народного гнева, отозванный в Грецию Райнек не решился вернуться в Пирей и длительное время «скрывался» на острове Парос.

## Впоследствии
Всего через год после событий на Крите, награждённый орденами А. Райнек был повышен в звание контр-адмирала и к концу века вышел в отставку.
Контр-адмирал А. Райнек умер в Афинах в 1913 году.